# Crédit Agricole 2005
Questa voce raccoglie le informazioni riguardanti la Crédit Agricole nelle competizioni ufficiali della stagione 2005.

## Organico

### Staff tecnico
GM=General Manager; DS=Direttore Sportivo.
|  | Naz.               | Ruolo | Sportivo           |  |  |  |
|  | ------------------ | ----- | ------------------ |  |  |  |
|  | Francia (bandiera) | GM    | Roger Legeay       |  |  |  |
|  | Francia (bandiera) | DS    | Henry Jean Jacques |  |  |  |
|  | Francia (bandiera) | DS    | Laurent Michel     |  |  |  |

### Rosa
|  | Naz.                     |  | Sportivo            | Anno |  |  |
|  | ------------------------ |  | ------------------- | ---- |  |  |
|  | Italia (bandiera)        |  | Francesco Bellotti  | 1979 |  |  |
|  | Ungheria (bandiera)      |  | László Bodrogi      | 1976 |  |  |
|  | Russia (bandiera)        |  | Aleksandr Bočarov   | 1975 |  |  |
|  | Italia (bandiera)        |  | Pietro Caucchioli   | 1975 |  |  |
|  | Nuova Zelanda (bandiera) |  | Julian Dean         | 1975 |  |  |
|  | Francia (bandiera)       |  | Patrice Halgand     | 1974 |  |  |
|  | Francia (bandiera)       |  | Cédric Hervé        | 1979 |  |  |
|  | Francia (bandiera)       |  | Sébastien Hinault   | 1974 |  |  |
|  | Norvegia (bandiera)      |  | Thor Hushovd        | 1978 |  |  |
|  | Francia (bandiera)       |  | Sébastien Joly      | 1979 |  |  |
|  | Norvegia (bandiera)      |  | Mads Kaggestad      | 1977 |  |  |
|  | Kazakistan (bandiera)    |  | Andrej Kašečkin     | 1980 |  |  |
|  | Estonia (bandiera)       |  | Jaan Kirsipuu       | 1969 |  |  |
|  | Francia (bandiera)       |  | Christophe Le Mével | 1980 |  |  |
|  | Francia (bandiera)       |  | Éric Leblacher      | 1978 |  |  |
|  | Francia (bandiera)       |  | Cyril Lemoine       | 1983 |  |  |
|  | Francia (bandiera)       |  | Geoffroy Lequatre   | 1981 |  |  |
|  | Francia (bandiera)       |  | Christophe Moreau   | 1971 |  |  |
|  | Kazakistan (bandiera)    |  | Dmitrij Murav'ëv    | 1979 |  |  |
|  | Francia (bandiera)       |  | Damien Nazon        | 1974 |  |  |
|  | Francia (bandiera)       |  | Kilian Patour       | 1982 |  |  |
|  | Francia (bandiera)       |  | Benoît Poilvet      | 1976 |  |  |
|  | Francia (bandiera)       |  | Sébastien Portal    | 1982 |  |  |
|  | Stati Uniti (bandiera)   |  | Saul Raisin         | 1983 |  |  |
|  | Francia (bandiera)       |  | Yannick Talabardon  | 1981 |  |  |
|  | Francia (bandiera)       |  | Nicolas Vogondy     | 1977 |  |  |
|  | Regno Unito (bandiera)   |  | Bradley Wiggins     | 1980 |  |  |

## Palmarès

### Corse a tappe
- Volta a Catalunya

7ª tappa (Thor Hushovd)
- Critérium du Dauphiné Libéré

1ª tappa (Thor Hushovd)
- Giro d'Italia

16ª tappa (Christophe Le Mevel)
- Vuelta a España

5ª tappa (Thor Hushovd)
- Tour de Pologne

3ª tappa (Jaan Kirsipuu)
- Circuit de la Sarthe

3ª tappa (Damien Nazon)
- Circuit de Lorraine

2ª tappa, parte a (Bradley Wiggins)
- Quatre Jours de Dunkerque

1ª tappa (Thor Hushovd)
- Tour du Limousin

1ª tappa (Sébastien Joly)
4ª tappa (Thor Hushovd)
Classifica generale (Sébastien Joly)
- Tour de Picardie

4ª tappa (Damien Nazon)
- Tour de Luxembourg

Classifica generale (Laszlo Bodrogi)
- Route du Sud

1ª tappa (Nicolas Vogondy)
4ª tappa (Patrice Halgand)
- Tour du Poitou-Charentes et de la Vienne

3ª tappa (Jaan Kirsipuu)
- Tour de l'Avenir

8ª tappa (Bradley Wiggins)
- Circuit Franco-Belge

2ª tappa (Sébastien Hinault)

### Corse in linea
- Öttepaaä Rattamaraton (Jaan Kirsipuu)
- Lauri Aus Memorial (Jaan Kirsipuu)
- Bordeaux-Cauderan (Christophe Moreau)
- Boucles Catalanes (Rémi Pauriol)

### Campionati nazionali
- Campionati estoni

In linea (Jaan Kirsipuu)
Cronometro (Jaan Kirsipuu)
- Campionati kazaki

Cronometro (Dmitriy Muravyev)
- Campionati norvegesi

Cronometro (Thor Hushovd)

## Classifiche UCI

### UCI ProTour
Individuale
Piazzamenti dei corridori della Crédit Agricole nella classifica individuale dell'UCI ProTour 2005.
| Pos. | Ciclista            | Punti |
| ---- | ------------------- | ----- |
| 33   | Thor Hushovd        | 67    |
| 77   | Christophe Moreau   | 28    |
| 80   | Pietro Caucchioli   | 27    |
| 125  | Andrej Kašečkin     | 7     |
| 125  | Julian Dean         | 7     |
| 136  | Patrice Halgand     | 5     |
| 136  | Saul Raisin         | 5     |
| 147  | Jaan Kirsipuu       | 3     |
| 147  | Christophe Le Mével | 3     |

Squadra
La Crédit Agricole chiuse in nona posizione con 264 punti.